# Златич, Андрия
Андрия Златич (серб. Андрија Златић; род. 25 января 1978, Ужице, Югославия) — сербский стрелок, специализирующийся в стрельбе из пистолета и пневматического пистолета. Призёр Олимпийских игр, двукратный чемпион Европы.

## Карьера
Спортивной стрельбой Андрия Златич занимается с 1990 года. В 1996 году стал вице-чемпионом Европы в стрельбе из пистолета, два года спустя выиграл два европейских титула в обычном и пневматическом пистолетах. В том же году на чемпионате мира в Барселоне выступил в юниорском разряде и завоевал золотую медаль в стрельбе из произвольного пистолета.
В 2002 году на мировом первенстве в финском Лахти Златич выступал во взрослом разряде и стал вице-чемпионом мира в стрельбе из пневматического пистолета, уступив только Михаилу Неструеву.
В 2004 году Андрия в составе сборной Сербии и Черногории впервые выступил на Олимпиаде. в Афинах он стал 13-м в стрельбе из пневматического пистолета, а в упражнении с произвольным пистолетом стал только 32-м.
На чемпионате мира 2010 года, который прошёл в Мюнхене, Златич второй раз в карьере стал вице-чемпионом мира в стрельбе из пневматического пистолета.
Через год серб выиграл финал Кубка мира во Вроцлаве в стрельбе из произвольного пистолета и завоевал в этом упражнении Кубок мира.
На Играх в Лондоне Златич пробивался в финал в обоих видах программы. В стрельбе из пистолета с 50 метров он стал шестым, а в первенстве по стрельбе из пневматического пистолета он завоевал бронзовую медаль.